# Ferdinand Karl von Österreich-Este (1781–1850)

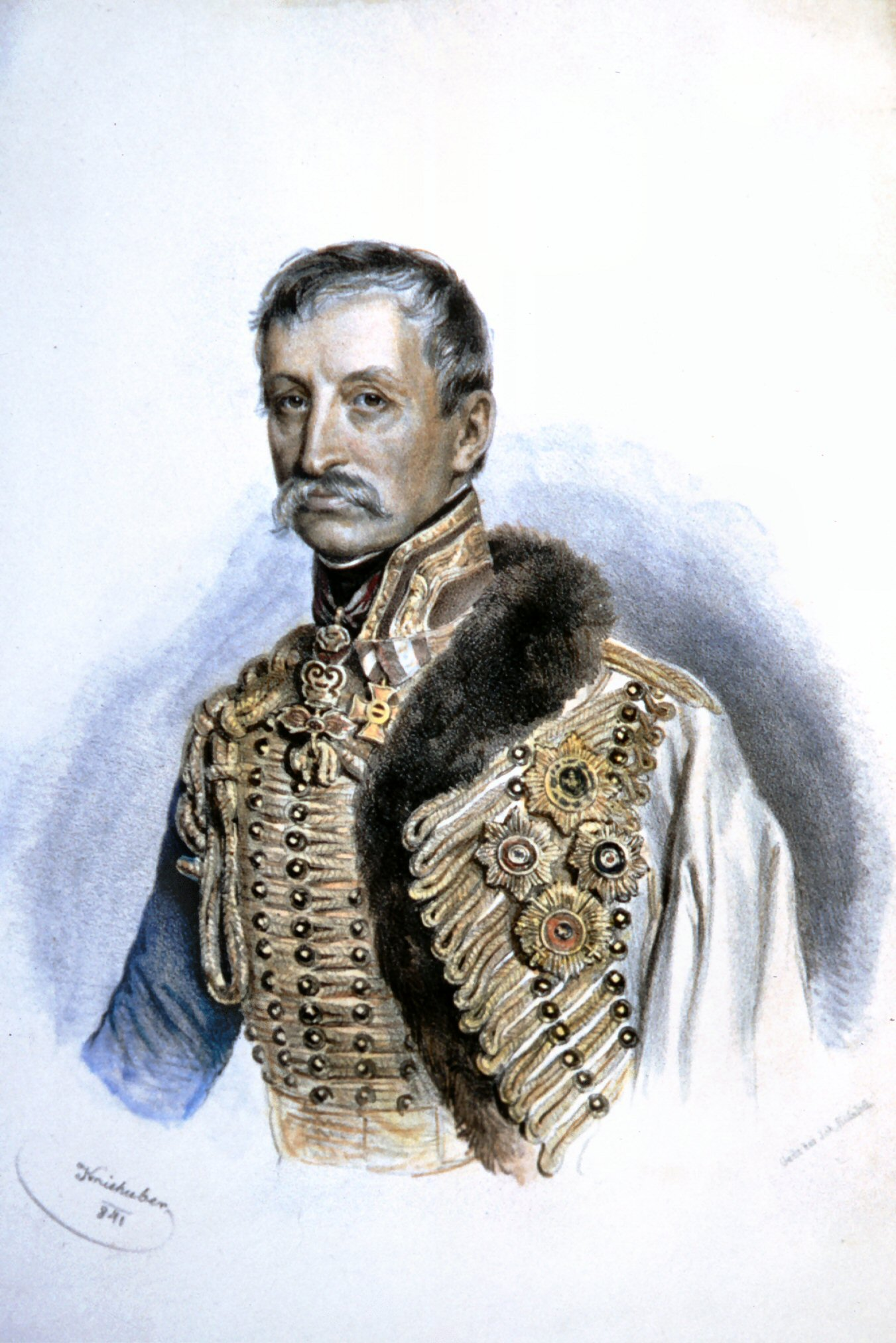
Kolorierte Lithographie von Joseph Kriehuber, 1841

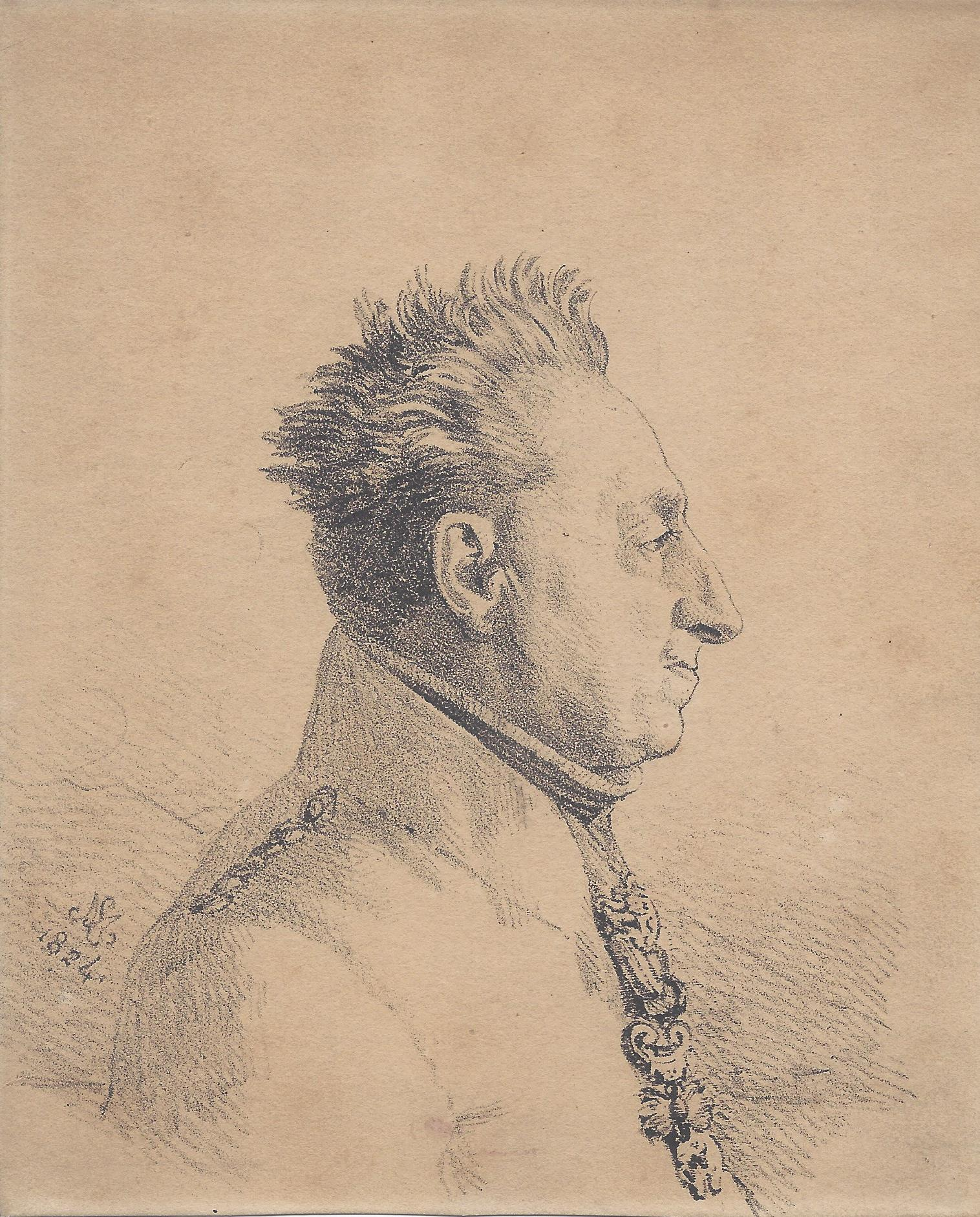
Ferdinand Karl Joseph von Este, Lithographie, 1824

Erzherzog Ferdinand Karl Joseph von Österreich-Este (* 25. April 1781 in Mailand; † 5. November 1850 auf Schloss Ebenzweier in Altmünster am Traunsee) war ein österreichischer Feldmarschall und Generalgouverneur von Galizien und Siebenbürgen.

## Leben
Ferdinand Karl Joseph von Este wurde als zweiter Sohn des Erzherzogs Ferdinand Karl Anton Joseph und Maria Beatrice d’Este am 25. April 1781 in Mailand geboren. Er war der Bruder des Herzogs Franz IV. von Modena († 1846). Im Jahre 1799, nach Absolvierung der Militärakademie zu Wiener Neustadt, trat er in die Armee und wurde 1800 Divisionär.
Er erhielt im Krieg gegen Frankreich (1805) den Oberbefehl des 3. österreichischen Armeekorps, das sich in Schwaben aufstellte, und wurde, nachdem der ihm als Chef des Generalstabs beigegebene Feldmarschalleutnant Mack in seiner Stellung an der Iller, zwischen Ulm und Günzburg, abgeschnitten worden war, am 9. Oktober vom Marschall Ney bei Günzburg geschlagen.
Ferdinand entkam jedoch, während Mack in Ulm kapitulierte, über Geislingen an der Steige und Oettingen mit ca. 2000 Reitern nach Böhmen, während Infanterie und schweres Geschütz der verfolgenden Reiterei Murats an der Altmühl in die Hände fielen. Hierauf erhielt er den Oberbefehl über die kaiserlichen Truppen in Böhmen, organisierte den Landsturm, lieferte den Bayern mehrere glückliche Treffen und deckte den rechten Flügel der großen verbündeten Armee bis zur Schlacht von Austerlitz.
1809 rückte er als Oberbefehlshaber des 7. Armeekorps mit 36.000 Mann über die Pilica ins Herzogtum Warschau ein, suchte umsonst die Polen zum Aufstand gegen Napoleon I. und Herzog Friedrich August von Warschau zu bewegen und erfuhr bei Raszyn hartnäckigen Widerstand durch Poniatowski, der ihm indes am 22. April Warschau überließ und die Österreicher umging, während Ferdinand gegen Kalisch zog und Thorn vergebens angriff.
Durch den Übergang Dombrowskis über die Bzura wurden die Österreicher genötigt, am 2. Juni Warschau zu räumen und auch einen Teil von Galizien mit Krakau dem nachrückenden Poniatowski zu überlassen.
1815 übernahm Ferdinand den Oberbefehl über die österreichische Reserve und ging mit zwei Abteilungen derselben über den Rhein, ohne aber Gelegenheit zu erhalten, sich auszuzeichnen.
Im Jahre 1816 erhielt er das Generalkommando in Ungarn, 1830 das General- und Zivilgouvernement in Galizien. 1835–1837 war er Gubernator von Siebenbürgen.
In seiner schwierigen Stellung in Lemberg von dem galizischen Adel getäuscht und in Sorglosigkeit gewiegt und von dem Ausbruch des Krakauer Aufstands im Jahre 1846 überrascht, verzichtete er bald auf seinen Posten, lebte seitdem meist in Italien und starb am 5. November 1850 auf Schloss Ebenzweier in Altmünster am Traunsee (bei Gmunden). Sein Herz wurde getrennt bestattet und befindet sich in der Loretokapelle der Wiener Augustinerkirche.